# ZigBee
 Der er for få eller ingen kildehenvisninger i denne artikel, hvilket er et problem. Du kan hjælpe ved at angive troværdige kilder til de påstande, som fremføres i artiklen.

ZigBee, også kendt som 802.15.2012-standarden, er et personligt trådløst områdenetværk. ZigBee henvender sig til små anordninger med et lavt strømforbrug som fx trådløse kontakter og lyssensorer.
Selvom ZigBee-apparater har et lavt strømforbrug, så er disse apparater i stand til at transmittere data over lange afstande gennem mellemliggende ZigBee-apparater, som tilsammen udgør et stort netværk.
| Enheder | Spire Denne artikel om standarder og måleenheder er en spire som bør udbygges. Du er velkommen til at hjælpe Wikipedia ved at udvide den. |